# Catostylus cruciatus
Catostylus cruciatus is een schijfkwal uit de familie Catostylidae. De kwal komt uit het geslacht Catostylus. Catostylus cruciatus werd in 1830 voor het eerst wetenschappelijk beschreven door Lesson. 